# عشق بزرگ (فیلم ۱۹۶۹)
عشق بزرگ (فرانسوی: Le Grand Amour‎) یک فیلم به کارگردانی پیر اتکس محصول سال ۱۹۶۹ کشور فرانسه است. این فیلم در جشنواره فیلم کن ۱۹۶۹ حضور داشته‌است.